# Мулна Марта Блаусівна
Марта Блаусівна Мулна (народилася 8 березня 1987 у м. Нджамена, Чад) — українська волейболістка, догравальниця. Майстер спорту.

## Із біографії
Є уродженкою міста Нджамена (Республіка Чад), звідки родом батько. Але виросла на рідній для мами Буковині — у селі Борівці Кіцманського району.
Волейболом почала займатися у Чернівцях. Перший тренер — Людмила Накоскіна. Вихованка ДЮСШ КОЛІФКСу. Тренер — Світлана Остапенко. Кар'єра: «Спортліцей» (Біла Церква), «Круг» (Черкаси), ЧІПБ, «Рось» (Біла Церква), «Сєвєродончанка» (Сєвєродонецьк), «Кряж-Медуніверситет».
Чемпіон України (2008), бронзовий призер (2010), володар Кубка України (2008). Чемпіон України (дубль): (2004).
Гравець національної збірної України. Дебютувала 5 липня 2010 року. Бронзовий призер кубка Президента Республіки Казахстан (2010).

## Клуби
| Роки      | Команди                         |
| --------- | ------------------------------- |
| 2001—2003 | «Спортліцей» (Біла Церква)      |
| 2003—2004 | «Круг» (Черкаси)                |
| 2004—2007 | ЧІПБ («Круг-2»)                 |
| 2007—2008 | «Круг» (Черкаси)                |
| 2008—2009 | «Рось» (Біла Церква)            |
| 2009—2010 | «Круг» (Черкаси)                |
| 2010—2012 | «Сєвєродончанка»                |
| 2012—2013 | «Кряж-Медуніверситет» (Вінниця) |
| 2013—2014 | «Комунальник» (Могильов)        |
| 2013—2014 | «Сокул 43 АЗС» (Катовиці)       |